# Hessenpokal (Fußball) 2013/14
Der Hessenpokal 2013/14 ist die 69. Austragung des Fußballpokalwettbewerbs der Männer. Das Finale fand am 19. Juli 2014 statt.
Der Pokalsieger erhält das Startrecht zum DFB-Pokal 2014/15. Ist der Pokalsieger bereits über einen der ersten vier Plätze der 3. Liga für den DFB-Pokal qualifiziert, ist der Verlierer des Finals für den DFB-Pokal qualifiziert.
Es dürfen keine zwei Mannschaften eines Vereins oder einer Kapitalgesellschaft an den Spielen um den DFB-Vereinspokal teilnehmen.

## Teilnehmende Mannschaften
Für das Achtelfinale sind der SV Darmstadt 98 (3. Liga), SV Wehen Wiesbaden (3. Liga), Kickers Offenbach (Regionalliga Südwest), KSV Hessen Kassel (Regionalliga Südwest), 1. FC Eschborn (Hessenliga) und FC Bayern Alzenau (Hessenliga) sowie die Sieger der Fairplay-Wertung der Verbandsspielklassen der SF BG Marburg (Gruppenliga Gießen/Marburg) und der GSV Eintracht Baunatal (Gruppenliga Kassel I) qualifiziert.
Für die erste Runde sind folgende 31 Mannschaften sportlich qualifiziert:
| Kreis                | Sieger                 | Liga                       |
| -------------------- | ---------------------- | -------------------------- |
| Alsfeld              | Spvgg. Leusel          | KOL Gießen/Marburg Süd     |
| Biedenkopf           | FV 09 Breidenbach      | Verbandsliga Mitte         |
| Dillenburg           | TSV Steinbach          | Verbandsliga Mitte         |
| Frankenberg          | FC Ederbergland        | Hessenliga                 |
| Gießen               | FSV Fernwald           | Hessenliga                 |
| Hersfeld-Rotenburg   | SG Hessen Bad Hersfeld | Verbandsliga Nord          |
| Hochtaunus           | Usinger TSG            | Verbandsliga Süd           |
| Hofgeismar-Wolfhagen | SSV Sand               | Verbandsliga Nord          |
| Kassel               | OSC Vellmar            | Hessenliga                 |
| Lauterbach-Hünfeld   | Hünfelder SV           | Hessenliga                 |
| Limburg-Weilburg     | TuS Dietkirchen        | Verbandsliga Mitte         |
| Marburg              | VfB 1905 Marburg       | Gruppenliga Gießen/Marburg |
| Schwalm-Eder         | SG Neuental/Jesberg    | Verbandsliga Nord          |
| Waldeck              | kein Vertreter         | kein Vertreter             |
| Werra-Meißner        | SV Eschwege 07         | Verbandsliga Nord          |
| Wetzlar              | TuS Naunheim           | Verbandsliga Mitte         |

| Kreis           | Sieger                    | Liga                       |
| --------------- | ------------------------- | -------------------------- |
| Bergstraße      | Eintracht Wald-Michelbach | Verbandsliga Süd           |
| Büdingen        | SSV 1919 Lindheim         | Verbandsliga Süd           |
| Darmstadt       | Viktoria Griesheim        | Hessenliga                 |
| Dieburg         | TS Ober-Roden             | Verbandsliga Süd           |
| Frankfurt       | SG Westend Frankfurt      | Gruppenliga Frankfurt West |
| Friedberg       | FV Bad Vilbel             | Verbandsliga Süd           |
| Fulda           | TSV Lehnerz               | Hessenliga                 |
| Gelnhausen      | SV 09 Somborn             | Gruppenliga Frankfurt Ost  |
| Groß-Gerau      | VfB Ginsheim              | Gruppenliga Darmstadt      |
| Hanau           | FC Hanau 93               | KOL Hanau                  |
| Main-Taunus     | Germania Schwanheim       | Verbandsliga Mitte         |
| Odenwald        | SV Lützel-Wiebelsbach     | KOL Dieburg-Odenwald       |
| Offenbach       | Sportfreunde Seligenstadt | Hessenliga                 |
| Rheingau-Taunus | Spvgg. Eltville           | KOL Rheingau-Taunus        |
| Schlüchtern     | SG Bad Soden              | Gruppenliga Fulda          |
| Wiesbaden       | FC Bierstadt              | Gruppenliga Wiesbaden      |

## Termine
Die Spielrunden werden an folgenden Terminen ausgetragen:
- 1. Runde: 27.–31. Juli 2013 (Sa.–Mi.)
- 2. Runde: 13.–15. August 2013 (Di.–Do.)
- Achtelfinale: 10.–12. September 2013 (Di.–Do.)
- Viertelfinale: 15. Dezember 2013 (So.)
- Halbfinale: 1. März 2014 (Sa.) (Ausweichtermin: Gründo., 17. April 2014)
- Finale: 30. April 2014 (Mi.) (Ausweichtermin: Mi., 7. Mai 2014)

## 1. Runde
| Datum                   |                           | Ergebnis                         |                           |
| ----------------------- | ------------------------- | -------------------------------- | ------------------------- |
| 28.07.2013, 17:00 Uhr   | SSV Sand                  | 4:2 (1:1)                        | SG Neuental/Jesberg       |
| 28.07.2013, 17:00 Uhr   | TuS Naunheim              | 3:1 n. V. (1:1, 1:1)             | Usinger TSG               |
| 30.07.2013, 19:00 Uhr   | TSV Steinbach             | 4:2 (0:1)                        | FV 09 Breidenbach         |
| 30.07.2013, 19:00 Uhr   | SG Hessen Bad Hersfeld    | 1:0 (0:0)                        | Hünfelder SV              |
| 30.07.2013, 19:00 Uhr   | VfB 1905 Marburg          | 0:2 (0:1)                        | FC Ederbergland           |
| 31.07.2013, 19:00 Uhr   | Spvgg. Leusel             | 1:3 (1:2)                        | SV Eschwege 07            |
| 25.08.2013, 15:00 Uhr 1 | TuS Dietkirchen           | 3:1 (0:0)                        | FSV Fernwald              |
| 27.07.2013, 18:00 Uhr   | SV 09 Somborn             | 3:0 (0:0)                        | SG Bad Soden              |
| 28.07.2013, 18:00 Uhr   | SG Westend Frankfurt      | 2:4 (1:3)                        | FV Bad Vilbel             |
| 28.07.2013, 18:00 Uhr   | VfB Ginsheim              | 3:2 (3:1)                        | Germania Schwanheim       |
| 30.07.2013, 19:00 Uhr   | FC Hanau 93               | 2:0 (1:0)                        | Sportfreunde Seligenstadt |
| 31.07.2013, 19:30 Uhr   | SSV 1919 Lindheim         | 0:1 (0:0)                        | TSV Lehnerz               |
| 31.07.2013, 19:30 Uhr   | SV Lützel-Wiebelsbach     | 1:4 (1:2)                        | Viktoria Griesheim        |
| 31.07.2013, 19:30 Uhr   | Spvgg. Eltville           | 1:3 (0:2)                        | FC Bierstadt              |
| 06.08.2013, 19:30 Uhr 2 | Eintracht Wald-Michelbach | 3:3 n. V. (2:2, 2:2) (7:8 i. E.) | TS Ober-Roden             |

Freilos: OSC Vellmar, da kein Vertreter aus dem Kreis Waldeck gemeldet wurde.

## 2. Runde
| Datum                 |                        | Ergebnis              |                    |
| --------------------- | ---------------------- | --------------------- | ------------------ |
| 13.08.2013, 19:00 Uhr | TSV Steinbach          | 4:2 (1:1)             | FC Ederbergland    |
| 14.08.2013, 19:30 Uhr | SG Hessen Bad Hersfeld | 4:5 n. V. (3:3, 1:1)  | SSV Sand           |
| 14.08.2013, 19:30 Uhr | SV Eschwege 07         | 1:3 n. V. (0:0)       | OSC Vellmar        |
| 04.09.2013, 19:30 Uhr | TuS Naunheim           | 0:5 (0:2)             | TuS Dietkirchen    |
| 13.08.2013, 19:30 Uhr | FC Bierstadt           | 0:0 n. V. (2:4 i. E.) | VfB Ginsheim       |
| 14.08.2013, 19:00 Uhr | FC Hanau 93            | 2:1 (1:0)             | FV Bad Vilbel      |
| 14.08.2013, 19:00 Uhr | SV 09 Somborn          | 1:4 (1:1)             | TSV Lehnerz        |
| 14.08.2013, 19:30 Uhr | TS Ober-Roden          | 3:0 (1:0)             | Viktoria Griesheim |

## Achtelfinale
Die Auslosung des Achtelfinales fand am 27. August 2013 im Leistungszentrum von Eintracht Frankfurt statt. Die Begegnungen werden zwischen dem 10. und 12. September bzw. – im Falle der Drittligisten – am 3. Oktober 2013 stattfinden.
| Datum                   |                 | Ergebnis                         |                        |
| ----------------------- | --------------- | -------------------------------- | ---------------------- |
| 07.09.2013, 15:30 Uhr 1 | TSV Steinbach   | 0:3 (0:2)                        | SV Darmstadt 98        |
| 10.09.2013, 19:30 Uhr   | VfB Ginsheim    | 0:3 (0:1)                        | FC Bayern Alzenau      |
| 17.09.2013, 19:00 Uhr   | TuS Dietkirchen | 0:1 (0:0)                        | SV Wehen Wiesbaden     |
| 24.09.2013, 19:00 Uhr   | OSC Vellmar     | 0:2 (0:0)                        | 1. FC Eschborn         |
| 03.10.2013, 15:00 Uhr   | FC Hanau 93     | 2:2 n. V. (1:1, 1:1) (6:3 i. E.) | GSV Eintracht Baunatal |
| 03.10.2013, 15:00 Uhr   | SF BG Marburg   | 1:0 (0:0)                        | TSV Lehnerz            |
| 09.10.2013, 18:30 Uhr   | TS Ober-Roden   | 1:2 (1:1)                        | KSV Hessen Kassel      |
| 19.10.2013, 14:00 Uhr   | SSV Sand        | 1:3 (1:3)                        | Kickers Offenbach      |

## Viertelfinale
| Datum                 |                   | Ergebnis  |                    |
| --------------------- | ----------------- | --------- | ------------------ |
| 14.11.2013, 19:00 Uhr | 1. FC Eschborn    | 0:3 (0:2) | SV Darmstadt 98    |
| 16.11.2013, 14:00 Uhr | SF BG Marburg     | 2:6 (0:3) | SV Wehen Wiesbaden |
| 16.11.2013, 14:00 Uhr | Kickers Offenbach | 2:1 (1:1) | KSV Hessen Kassel  |
| 15.12.2013, 13:00 Uhr | FC Hanau 93       | 2:5 (2:2) | FC Bayern Alzenau  |

## Halbfinale
| Datum                 |                   | Ergebnis  |                    |
| --------------------- | ----------------- | --------- | ------------------ |
| 08.04.2014, 18:00 Uhr | FC Bayern Alzenau | 0:3 (0:1) | SV Darmstadt 98    |
| 08.04.2014, 19:00 Uhr | Kickers Offenbach | 1:0 (0:0) | SV Wehen Wiesbaden |

## Finale
| Paarung   | Kickers Offenbach – SV Darmstadt 98                             |
| Ergebnis  | 1:1 n. V. (1:1, 1:0), 3:1 i. E.                                 |
| Datum     | 19. Juli 2014                                                   |
| Stadion   | Stadion am Bieberer Berg, Offenbach                             |
| Zuschauer | 4.590                                                           |
| Tore      | 1:0 Theodosiadis (4.) 1:1 Stroh-Engel (81.) Elfmeterschießen: ? |

## Beste Torschützen
Nachfolgend sind die besten Torschützen des Hessenpokals 2013/14 aufgeführt. Sie sind nach Anzahl ihrer Treffer, bei gleicher Toranzahl alphabetisch sortiert. Fett geschriebene Spieler befinden sich noch im Turnier.
| Rang                     | Spieler             | Verein              | Tore |
| ------------------------ | ------------------- | ------------------- | ---- |
| 1                        | Zubayr Amiri        | FC Bayern Alzenau   | 4    |
| 1                        | Sebastian Schneider | TSV Steinbach       | 4    |
| 1                        | Maximilian Zuckrigl | TuS Dietkirchen     | 4    |
| 4                        | Simon Bernhardt     | SSV Sand            | 3    |
| 4                        | Yves Böttler        | TS Ober-Roden       | 3    |
| 4                        | Michael Kohnke      | SV Somborn          | 3    |
| 4                        | Ahmad Raafat        | FC Hanau 93         | 3    |
| 4                        | Nuh Uslu            | FV Bad Vilbel       | 3    |
| 4                        | Maciej Zieba        | SV Wehen Wiesbaden  | 3    |
| 10                       | Patrick Albert      | FV Bad Vilbel       | 2    |
| 10                       | Patrick Diehl       | TSV Steinbach       | 2    |
| 10                       | Milan Ivana         | SV Darmstadt 98     | 2    |
| 10                       | Maximilian Koch     | SG/BG Marburg       | 2    |
| 10                       | Benjamin Lüpke      | TuS Dietkirchen     | 2    |
| 10                       | Viktor Moskaltschuk | SSV Sand            | 2    |
| 10                       | Christopher Murach  | FC Hanau 93         | 2    |
| 10                       | Niklas Odenwald     | TSV Lehnerz         | 2    |
| 10                       | Tobias Oliev        | SSV Sand            | 2    |
| 10                       | Dominik Pretz       | SG Neuental/Jesberg | 2    |
| 10                       | Martin Röser        | SV Wehen Wiesbaden  | 2    |
| 10                       | Johannes Rupp       | Viktoria Griesheim  | 2    |
| 10                       | Dominik Stroh-Engel | SV Darmstadt 98     | 2    |
| 10                       | Tobias Zak          | SV Eschwege 07      | 2    |
| 24                       | weitere 72 Spieler  | weitere 72 Spieler  | 1    |
| Stand: 15. Dezember 2013 |                     |                     |      |